# ديفني جوي فوستر
ديفني جوي فوستر ( (بالإنجليزية: Defne Joy Foster)‏ 2 سبتمبر 1975 - 2 فبراير 2011 ) كان ممثلًة ومقدمة برامج من تركيا . عملت بين عامي 1996 و2011.  